# Protonemura malickyi
Protonemura malickyi är en bäcksländeart som beskrevs av Peter Zwick 1978. Protonemura malickyi ingår i släktet Protonemura och familjen kryssbäcksländor. Inga underarter finns listade i Catalogue of Life.